# راوی جانکال
راوی جانکال (انگلیسی: Ravi Jhankal) بازیگر اهل کشور هند است.
وی بازیگر فیلم‌هایی همچون اوه عزیزم! اینجا هند است، فضا، مسیر آتش، پس ببخشید، زبیدا، ان.اچ. ۱۰، سمر، سرداری بگم، سحر و اسب هفتم خورشید بوده‌است.